# Petra Cuevas
Petra Cuevas Rodríguez (Orgaz, Toledo, 19 de agosto de 1908-Collado Mediano, Madrid, 24 de febrero de 2014) fue una militante del PCE, bordadora, sindicalista española, secretaria General del Sindicato de la Aguja durante la Guerra Civil, dentro de la Unión General de Trabajadores (UGT). 

## Biografía

### Primeros años
Nacida en Orgaz, emigró con doce años con su familia a Madrid, donde su padre había encontrado trabajo en Unión Eléctrica Madrileña. Desde muy joven tuvo que trabajar para contribuir a sostener a su familia. Así comenzó como aprendiz de costurera aunque después eligió ser bordadora y empezó a trabajar en "La Bordadora Española", pasando tras unos años a otro taller llamado "La Cripa".
Hacia 1931 con la llegada de la República ya militaba activamente en la UGT, de cuyo Sindicato de la Aguja fue elegida Secretaria General en febrero de 1936, y al estallido de la contienda civil militaba en el PCE.

### Guerra civil
Las mujeres del Sindicato de la aguja se organizaron por distintos barrios para hacer ropa para los soldados del Ejército Popular.
En febrero de 1939 figuraba como miembro del último Comité Provincial del PCE, antes del golpe del coronel Casado. Las integrantes femeninas de este comité eran, además de Petra Cuevas: Pilar Bueno Ibáñez, Dolores Ibárruri, Concha Velasco, Aurora Rodríguez, Paula Cediel, María Blázquez, Teresa Ramos, Marcelina Gómez y Julia Valverde.

### Posguerra y represión
Acabada la guerra no pudo huir, y permaneció escondida en Madrid. Tras saberse que su hermano había podido escapar a Francia y por la violenta presión sobre su familia, se entregó a la policía.  
Detenida en septiembre de 1939 fue torturada en los calabozos de la sede de la Dirección General de Seguridad en la Puerta del Sol donde le aplicaron corrientes eléctricas:

A mí me las pusieron con todo el voltaje, o sea, un enchufe cualquiera, me ataron a los cables y ya está. El médico cuando me iba a curar les dijo un día que llegó uno de los que me las había puesto: "Esto es criminal". Yo juraría que el que me las puso fue Carlos Arias Navarro. Recuerdo que llegó un señor cuando me estaban interrogando y dijo: "Mira, yo he venido a ver cómo hacéis hablar delante de este retrato" -naturalmente, el de Franco-, y dijo uno de ellos: "Pero esta zorra no habla". "Verás cómo habla". Cogió un cable, lo enchufó y me lo ató.

Finalmente fue trasladada a la cárcel de Ventas. Allí pasó unos meses, fue puesta en libertad y detenida de nuevo en diciembre de 1941, siendo acusada y condenada a doce años de cárcel en el mismo Consejo de Guerra (causa 109539) que Heriberto Quiñones, el 25 de septiembre de 1942.
Al descubrirse su embarazo fue trasladada a la cárcel de San Isidro, donde dio a luz a su hija el 14 de abril de 1943. La niña murió el 17 de octubre del mismo año por las pésimas condiciones. En su parto fue atendida por Trinidad Gallego.
Trasladada al morir su hija de nuevo a Ventas, fue enviada a la Prisión de Calatayud, donde ingresó el 1 de agosto de 1946, y permaneció 9 meses. De Calatayud pasó a la Cárcel de Predicadores en Zaragoza. De Zaragoza fue trasladada a la cárcel de Larrínaga de Bilbao, donde estuvo pocos días, ya que pasó a la prisión de Amorebieta (Vizcaya),donde permaneció 9 o 10 meses, hasta que la cerraron. De allí fue llevada a la cárcel de Segovia, dedicada a las presas políticas. Cuevas fue puesta en libertad en enero de 1948.
En 1964 se casó con Garrido, enviudando en 1971.

### Tras la muerte de Franco
Incorporada a la actividad del PCE tras la legalización en 1977, y a Comisiones Obreras (CCOO), participó en la creación del Sindicato de Pensionistas y Jubilados y en las primeras acciones de reivindicación de los represaliados durante el franquismo, atendió la agrupación de Tetuán, la campaña contra la OTAN o, en su último periodo activo, en la Junta directiva del Hogar de la Tercera Edad. Con 91 años, y por derribo de su casa, se fue a vivir con su nieta a Collado Mediano.
Murió allí el 26 de febrero de 2014.

## Memoria histórica
Su testimonio forma parte del libro publicado por Tomasa Cuevas en los que recogió los diferentes testimonios de las mujeres presas en las cárceles del franquismo.

## Citas
“Si luchas puedes perder. Si no luchas estás perdida".
"El día 28 de marzo [de 1939] tiré a la alcantarilla la llave del local porque no estaba dispuesta a entregarla a nadie. Me dije: ‘si quieren entrar que descerrajen la puerta’, y me puse a llorar."